# Manuel Luís Osório
Manuel Luís Osório, Marquès d'Erval (Conceição do Arroio, 10 de maig de 1808 – Rio de Janeiro, 4 d'octubre de 1879) va ser un militar i polític brasiler, heroi del seu país en la Guerra de la Triple Aliança.

## Biografia
Manuel Luís Osório és net per via materna de Tomás José Luis Osório, un reputat criador de bestiar de l'estat de Rio Grande do Sul. Un dia, va arribar a la fazenda de Tomás un jove desnodrit de nom Manuel da Silva Borges. S'havia criat a l'illa de Santa Catarina, de família açoriana i acabava de desertar de l'exèrcit després d'enfrontar-se amb un superior. Borges va conèixer una de les filles del terratinent, Ana Joaquina, i s'hi va casar. Van tenir deu fills, dels quals Manuel Luís fou el més gran. Borges va voler que els fills del matrimoni portessin l'últim nom (Luís o Luísa) i el cognom (Osório) del sogre.
Va iniciar la seva carrera militar a principis de 1823, amb 15 anys i allistant-se com a voluntari del cos de cavalleria, s'incorporà a l'exèrcit que ocupava la Província Cisplatina (o Banda Oriental), en aquella època annexada a l'Imperi del Brasil. Va participar en la Guerra Cisplatina, forman part de les tropes derrotades durant la batalla d'Ituzaingó, on va estar a punt de perdre la vida. Va participar en les negociacions de pau amb el cap independentista Juan Antonio Lavalleja.
Anys més tard va tenir una actuació destacada en la Guerra dels Farrapos, lluitant contra les tropes imperials. Emperò, quan la República Riograndense es va declarar independent, va passar al servei de l'emperador Pere II.

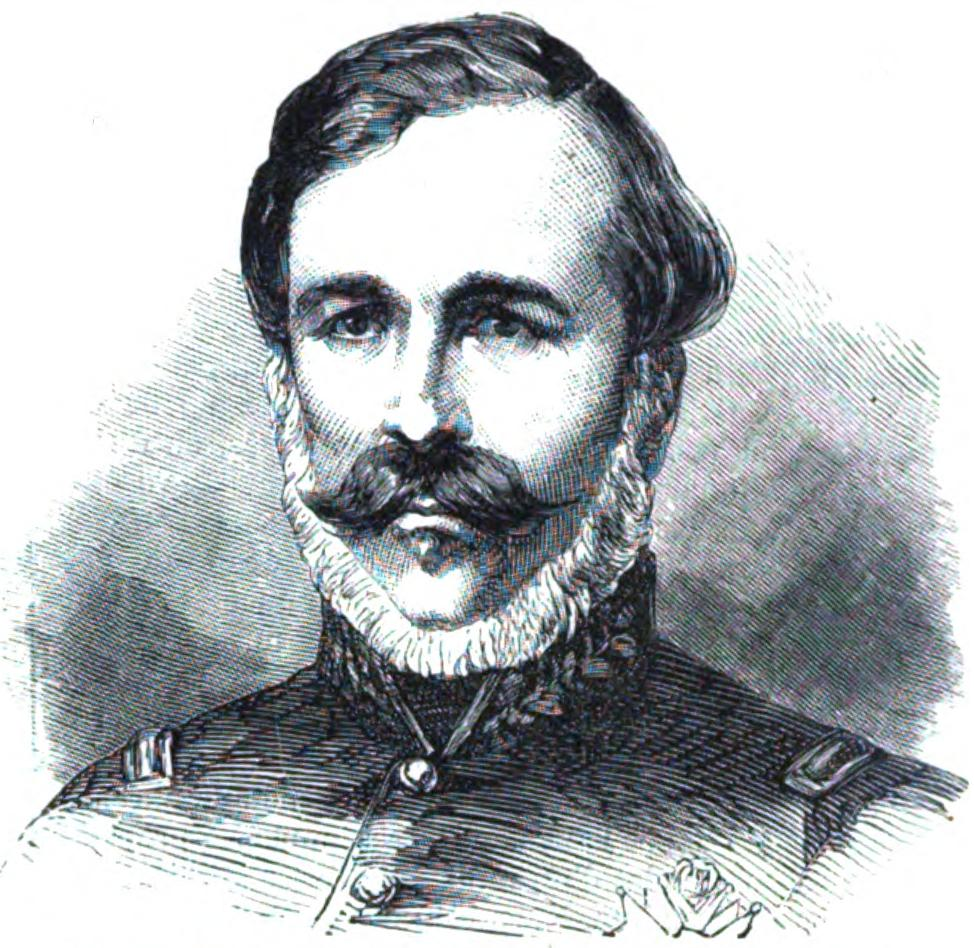
Retrat

Un cop es va restablir l'ordre a la provincia gaúcha, Osório va esdevenir-ne diputat provincial. Va participar en la campanya contra Manuel Oribe a l'Uruguai, el 1851, i es va incorporar a l'Exèrcit Gran d'Urquiza, a les ordres del qual va participar en la batalla de Caseros. També va prendre part de la Invasió Brasilera de 1854 a l'Uruguai.
En esclatar la revolució de 1863 a l'Uruguai, dirigida per Venancio Flores, Osório va ser nomenat comandant de les tropes frontereres amb aquest país. Quan finalment va començar la Guerra de l'Uruguai contra el Brasil, va ser designat per encapçalar la 1a Divisió, amb rang de brigadier, liderant el setge a Montevideo fins a la seva capitulació el 20 de febrer de 1865.
Poc després va ser nomenat Comandant del Primer Cos de l'Exèrcit del Brasil, en produir-se l'atac del Paraguai a l'extrem sud-oest del país, que iniciava la Guerra de la Triple Aliança. Va participar en el setge d'Uruguaiana, i va liderar les forces brasileres en l'inici de la campanya d'Humaitá, que significava la invasió brasilera del territori paraguaià. Es va destacar per la seva audàcia i va participar personalment en els atacs d'infanteria, colze a colze amb els seus soldats. Això va concedir-le el respecte de tots els implicats en el conflicte, tant aliats com enemics.
Va tenir un paper crucial en la victoriosa batalla de Tuyutí, quan la seva ràpida i eficaç reacció va contrarrestar l'atac inicial enemic. Aquesta participació li va valer el títol de Baró de Herval. El mes de juliol va cedir el comandament de l'exèrcit brasiler en operacions, sent substituit primer pel brigadier Polidoro Jordão i, tot seguit, per Manuel Marques de Sousa Filho.

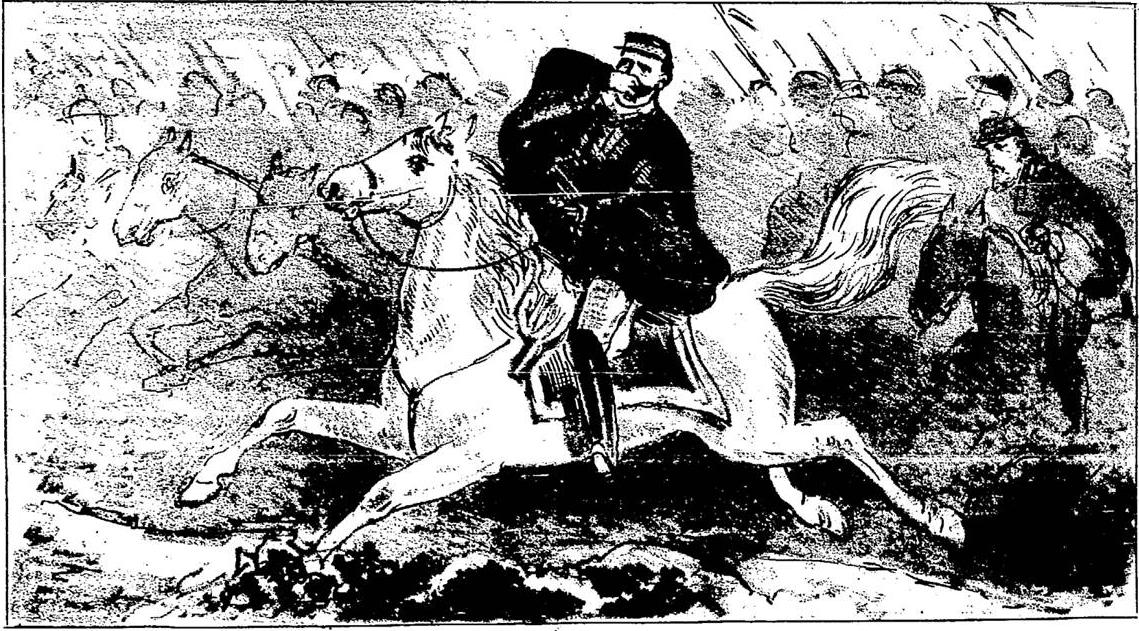
El general Osório, ferit en la mandíbula inferior esquerra per una bala de rifle, continua comandant les tropes.

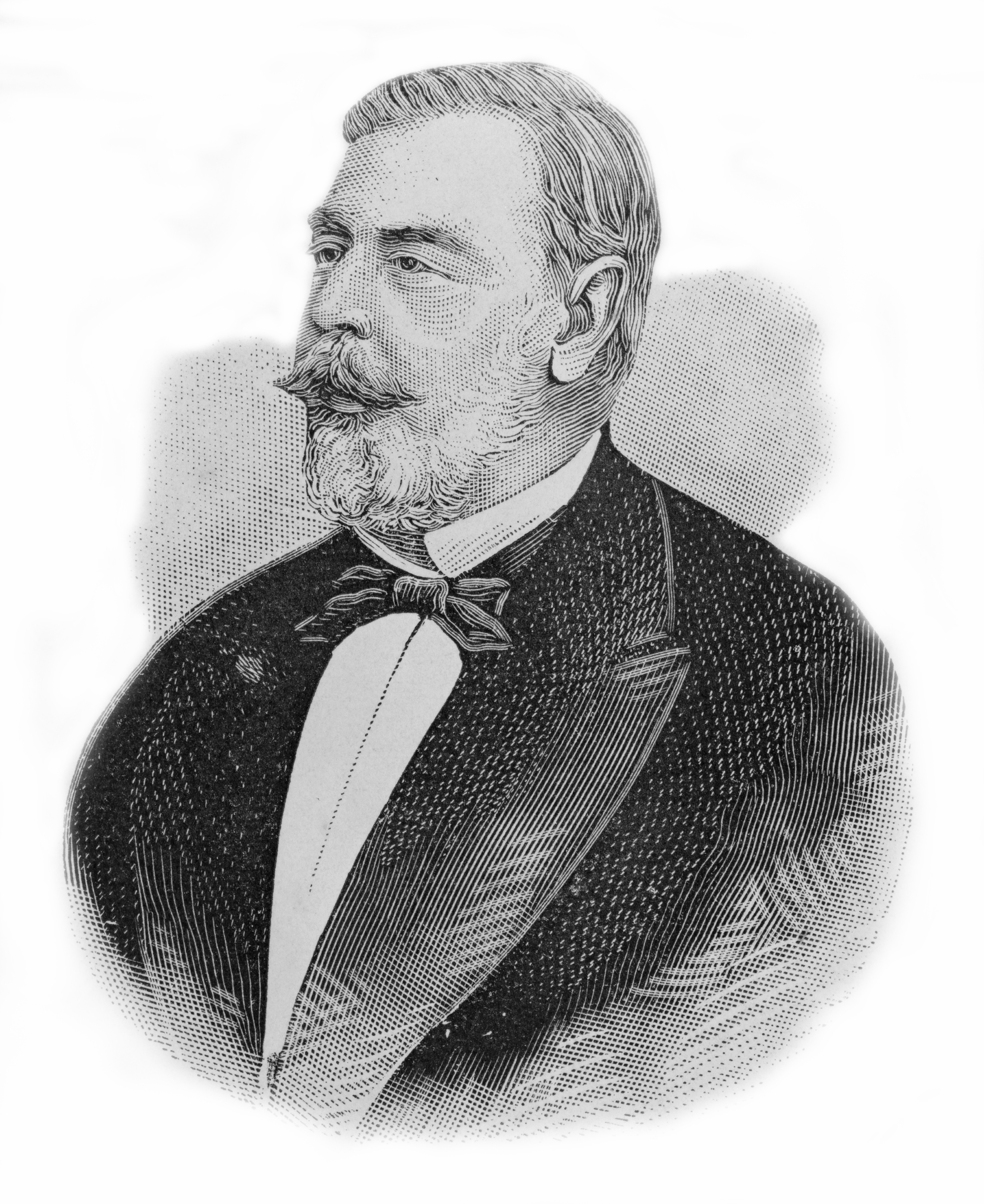
El Marquès d'Herval.

Poc després va reprendre el comandament de l'exèrcit imperial, i –atès que el president argentí Bartolomé Mitre es va retirar al seu país durant diversos mesos– va assumir el comandament de tots el bloc aliat. Tot i així, va ser reemplaçat per Luís Alves de Lima e Silva, restant com a segon en la cadena de comandament. Ell va ser el responsable de la planificació de les operacions contra la Fortalesa d'Humaitá. També va secundar Caxias en la Campanya del Piquisiry i va lluitar al capdavant de les forces brasileres en la batalla d'Itororó i en la d'Avay, on va resultar greument ferit.
Després de recuperar-se a Pelotas, i ja amb el títol de vescomte, va tornar breument al Paraguai a principis de 1869, com a segon de Gastó d'Orleáns (un dels gendres de Pere II), nou comandant en cap. Va prendre part de la batalla de Piribebuy.
Ja acabada la guerra (1870), va iniciar la seva carrera política. El 1877 va ser senador imperial, i a l'any següent va exercir com a ministre de guerra, rebent l'ascens al grau de mariscal. Va intentar modernitzar i professionalitzar l'exèrcit brasiler, que havia hagut de dependre en excés de milícies i cossos de voluntaris durant la Guerra al Paraguai. L'emperador també va ampliar-li el títol nobiliari, concedint-li el Marquesat d'Herval.
Manuel Luís Osório va morir a la capital, Rio de Janeiro, l'any 1879. Havia contret matrimoni amb Francisca Fagundes, amb qui va tenir quatre fills: Fernando Luís Osório (1848-1896), Adolfo Luís Osório (1847-?), Manuela Luísa Osório (1851-1930) i Francisco Luís Osório (1854-1910).

## Homenatges

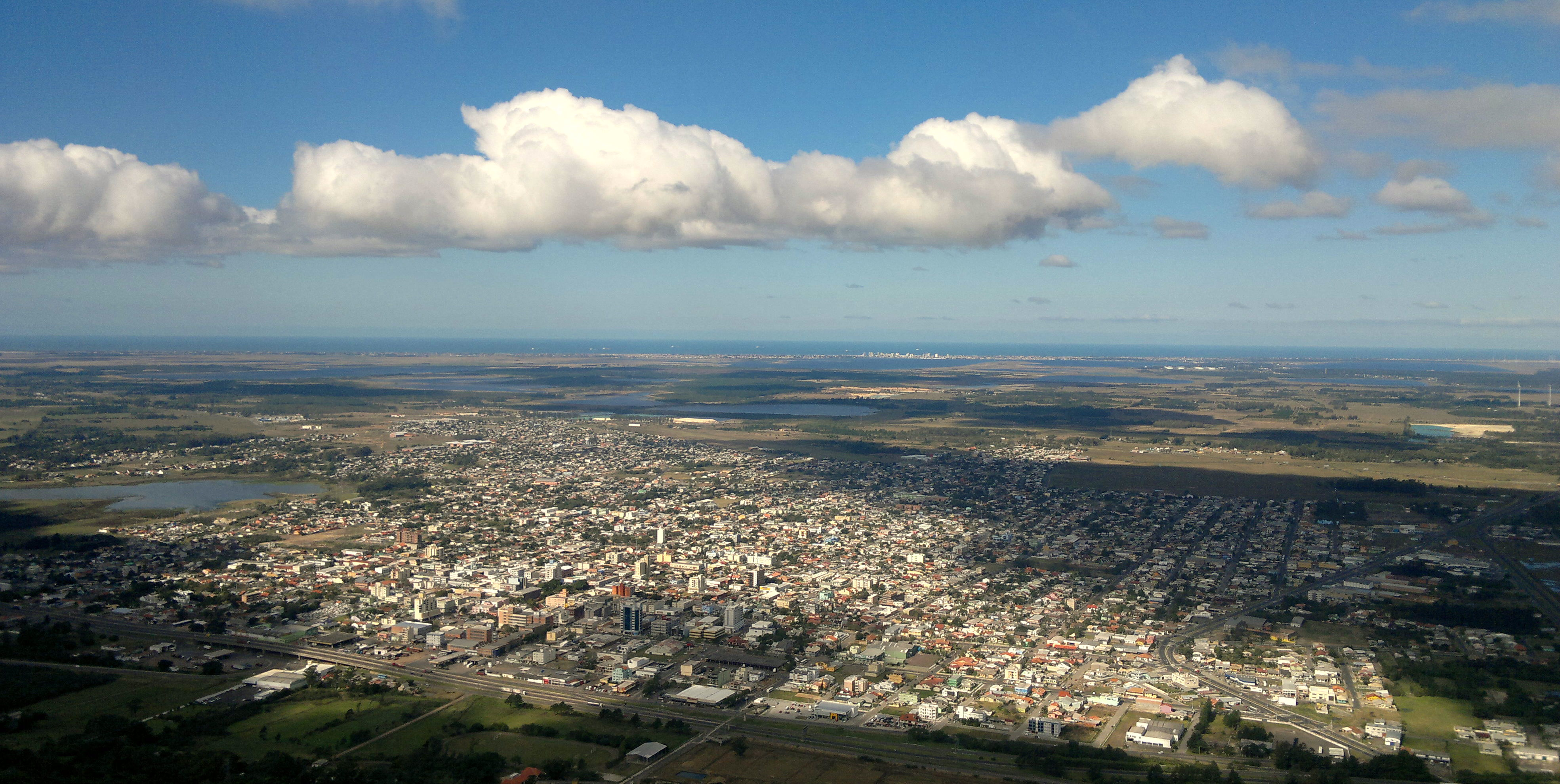
En l'actualitat, la ciutat d'Osório està a prop d'arribar als 50 mil habitants.

L'any 1934, la localitat on va néixer, Conceição do Arroio, va passar a dir-se Osório, per ordre del governador de Rio Grande do Sul, José Antônio Flores da Cunha. Formalment, la casa on nasqué pertany administrativament al municipi limítrof de Tramandaí, per un error en la demarcació quan les dues localitats que formaven antigament Conceição van separar-se. En a casa i el seu entorn s'ha creat el Parc Històric Marechal Manoel Luis Osorio.
Des de 1962 és el patró del cos de cavalleria de l'Exèrcit del Brasil i la unitat celebra la seva diada el 10 de maig, data de naixement del mariscal.
En virtut de la Llei Federal núm.11680 de 2008, Manuel Luís Osório va entrar a formar part del Llibre dels Herois i Heroïnes de la Pàtria, un memorial situat a Brasília on es recorda la figura de personalitats que van servir al Brasil en la seva defensa i construcció amb excepcional dedicació i heroisme.